# Morgan Brian
Morgan Paige Brian (St. Simons, 26 de fevereiro de 1993) é uma futebolista estadunidense que atua como meia. 

## Carreira
Morgan Brian fará parte do elenco da Seleção Estadunidense de Futebol Feminino, nas Olimpíadas de 2016. 